# Mậu Lâm
Mậu Lâm là một xã thuộc huyện Như Thanh, tỉnh Thanh Hóa, Việt Nam.
Xã có diện tích 42,72 km², dân số năm 2002 là 8126 người, mật độ dân số đạt 190 người/km².